# Suchomasty
Suchomasty är en ort i Tjeckien.   Den ligger i regionen Mellersta Böhmen, i den centrala delen av landet, 30 km sydväst om huvudstaden Prag. Suchomasty ligger 351 meter över havet och antalet invånare är 468.
Terrängen runt Suchomasty är huvudsakligen kuperad, men den allra närmaste omgivningen är platt. Runt Suchomasty är det ganska tätbefolkat, med 100 invånare per kvadratkilometer. Närmaste större samhälle är Beroun, 7,7 km norr om Suchomasty. Trakten runt Suchomasty består till största delen av jordbruksmark.